# Рублівка (станція)
Рублі́́вка  — проміжна залізнична станція 4-го класу Полтавської дирекції Південної залізниці на перетині трьох неелектрифікованих ліній Бурти — Рублівка, Рублівка — Кременчук та Ромодан — Рублівка між станціями Глобине (18 км), Терешківка (12 км) та Світловодськ (28 км). Розташована в селі Погреби Кременчуцького району Полтавської області.

## Історія
Станція Рублівка відкрита 1887 року під час прокладання залізниці Кременчук — Ромодан завдовжки 200 верст.

## Послуги

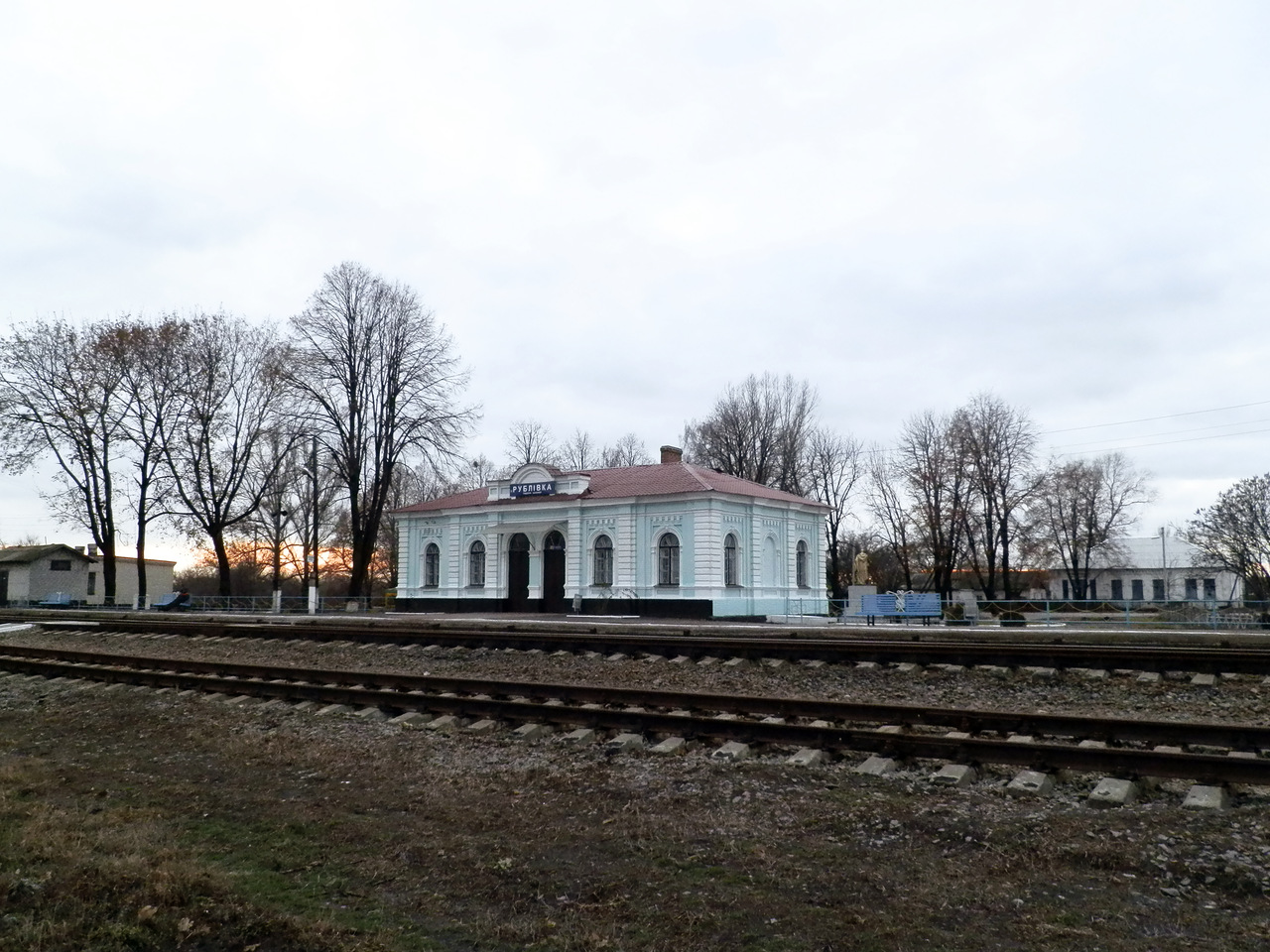
Станція Рублівка. Вигляд з вантажної платформи

На станції здійснюються роботи з навантаження та вивантаження зернових, кукурудзи, сіллю і мінеральними добривами. Послугами станції в основному користуються сільський хлібоприймальний пункт, агрофірми «Мічуріна», «Вересень», 2 приватних підприємства. За 11 місяців 2008 року було навантажено 270 і вивантажено 25 вагонів.
Станція надає послуги:
- прийом та видача вагонних відправок вантажів, які допускаються до зберігання на відкритих майданчиках станцій.
- прийом та видача вантажів вагонними і дрібними відправками, що завантажуються цілими вагонами, тільки на під'їзних шляхах і місцях незагального користування.
- прийом та видача вагонних відправок вантажів, які потребують зберігання у критих складах станцій.
- продаж квитків на всі пасажирські поїзди. Прийом та видача багажу не проводиться.

## Пасажирське сполучення
На станції зупиняються приміські поїзди сполученням Кременчук — Ромодан, в складі поїзда курсують вагони безпересадкового сполучення до станції Гадяч.